# دين مورغان (لاعب دوري الرغبي)
دين مورغان (بالإنجليزية: Dane Morgan)‏ هو لاعب دوري الرغبي أسترالي، ولد في 30 يناير 1979.